# اسومیر دلیچ
اسومیر دلیچ (کرواتی: Svemir Delić؛ ۱۴ سپتامبر ۱۹۲۹ – ۳ ژانویهٔ ۲۰۱۷) بازیکن فوتبال اهل کرواسی بود.
از باشگاه‌هایی که در آن بازی کرده‌است می‌توان به باشگاه فوتبال هایدوک اسپلیت اشاره کرد.
وی همچنین در تیم‌های ملی فوتبال یوگسلاوی و کرواسی بازی کرده‌است.